# Gängel
Gängel (Galinsoga parviflora) är en växtart i familjen korgblommiga växter. 